# 45-й механизированный корпус
45-й механизированный корпус — воинское соединение (механизированный корпус) механизированных, позднее автобронетанковых войск РККА Вооружённых Сил СССР.
Сокращённое наименование, в служебных (рабочих) документах — 45 мк.

## История
45-я Волынская Краснознамённая стрелковая дивизия дислоцировалась в городе Киев с 12 августа 1922 года. Дивизия была сформирована в Красной Армии и прославилась во время Гражданской войны в России 1918—1921 годов.
Штаб РККА 21 января 1932 года телеграфным распоряжением сообщил командиру 45 сд о сформировании из частей дивизии 45-го механизированного корпуса.
4 февраля 1932 года командир 45 сд издал приказ о сформировании из частей дивизии 45-го механизированного корпуса. Мехкорпус создавался в Украинском военном округе в городе Киев Украинская ССР.
Корпус сформировался в составе:
- управление (штаб)
- 133-я механизированная бригада
- 134-я механизированная бригада
- 135-я стрелково-пулемётная бригада
- специальные части.

К 15 февраля 1932 года управление, соединения, части и подразделения были сформированы. В сентябре 1935 года мехкорпус принимал участие в окружных учениях — Киевских манёврах. 30 марта 1938 года мехкорпус передислоцирован в г. Бердичев Житомирской области Украинской ССР. 5 апреля 1938 года Генштаб РККА издал директиву № М1/00666 о переименовании 45-го механизированного корпуса в 25-й танковый корпус (25 тк).

## Полное наименование
45-й механизированный корпус

## В составе
- Украинский военный округ (4.2.1932 — 17.5.1935)
- Киевский военный округ (17.5.1935 — 5.4.1938)

## Командование

### Командир
Командир мехкорпуса (года):
- Борисенко, Антон Николаевич, (1932—1937), с 1935 комдив, арестован 4.10.1937).
- Голиков, Филипп Иванович, комбриг (21.06.1937-31.12.1937).
- Веденеев, Николай Денисович, комбриг (на 31.01.1938 Временно исполняющий должность), (1.07.38).

### Помощник комкора по строевой части
Помощник командира корпуса по строевой части (года):
- Петров, Даниил Ефимович, комбриг (?-1939).

### Военный комиссар
Военный комиссар мехкорпуса:
- Шишкин, бригадный комиссар (на 31.01.38 г.).

## Состав
В период 1932—1938 годов в состав мк входили:
- - управление корпуса
  - 133-я механизированная бригада
  - 134-я механизированная бригада
  - 135-я стрелково-пулемётная бригада
  - специальные части и подразделения:
    - разведывательный батальон
    - батальон связи
    - химический батальон
    - отдельная рота регулирования

## Боевая деятельность

### 1932 год
21 января

Штаб РККА телеграфным распоряжением сообщил командиру 45-й сд о сформировании из частей дивизии 45-го механизированного корпуса.
4 февраля

Командир 45-й Волынской Краснознамённой сд издал приказ о формировании из частей дивизии 45-го механизированного корпуса в г. Киеве.
Состав корпуса: управление, 133-я механизированная бригада (формировалась на базе 133-го Бессарабского стрелкового полка), 134-я механизированная бригада (формировалась на базе 134-го Приднестровского стрелкового полка), 135-я стрелково-пулемётная бригада (формировалась на базе 135-го Тилигулло-Березанского стрелкового полка), специальные части.
К 15 февраля управление, соединения, части и подразделения были сформированы.
Командир мехкорпуса Антон Николаевич Борисенко.
Командир 133-й механизированной бригады Яков Константинович Евдокимов.
Командир 134-й механизированной бригады Семён Ильич Богданов.
Командир 135-й стрелково-пулемётной бригады Герман Степанович Карев.
27 февраля 1932 образована Киевская область.

### 1933 год
Социалистическое соревнование за глубокое изучение и сбережение боевой техники и оружия прочно вошло в процесс боевой и политической подготовки личного состава округа. Оно проводилось под лозунгами: «Все коммунисты и комсомольцы — отличные стрелки!», «Ни одного отстающего в огневой подготовке!», Комсомолец — лицом к технике!".
Повышался уровень знаний командиров. С 1932 года командирская подготовка проводится в объёме 42 часов.
Войска получили «Временную инструкцию по организации глубокого боя» разработанную под руководством начальника Генерального штаба Красной Армии А. И. Егорова.

### 1935 год
12—17 сентября 1935 в округе проводились тактические учения. Они вошли в историю Советских Вооружённых Сил под названием больших Киевских манёвров. В них участвовали все рода войск: пехота, конница, воздушно-десантные, артиллерийские, бронетанковые, авиационные части и соединения. На этих манёврах отрабатывались вопросы: прорыв укреплённой оборонительной полосы стрелковым корпусом, усиленным танковыми батальонами и артиллерией РГК, развитие прорыва кавалерийским корпусом, применение крупного авиадесанта, манёвр механизированного корпуса совместно с кавалерийской дивизией с целью окружения и уничтожения в своём тылу прорвавшейся группы противника. Впервые в Европе проверялась теория глубокого боя и глубокой операции. 45-й мехкорпус участвовал на стороне синих, которые прорывали укреплённую полосу обороны противника.
Руководитель учениями — командующий войсками Киевского военного округа И. Э. Якир.
5-я армия «синих». Командующий войсками И. Н. Дубовой (командующий войсками Харьковского военного округа).
Состав армии:
- 17-й стрелковый корпус (24, 96, 99 сд, специальные части, 17-й корпусной авиаотряд):

Командир 17-го ск К. Ф. Квятек.
Состав корпуса:
- - 24 сд. Командир дивизии Д. К. Королёв.
  - 96 сд. Командир дивизии Ф. Н. Гавриченко.
  - 99 сд.
- танковые батальоны
- артиллерия РГК
- 2-й кавалерийский корпус (3, 5 кд, специальные части, 2-й корпусной авиаотряд):

Командир 2-го к Н. Н. Криворучко.
- - 3 кд. Командир дивизии Н. И. Мишук.
  - 5 кд. Командир дивизии И. С. Никитин.
- авиадесантные части
- авиация особого назначения (транспортная)
- специальные части
- авиационные части

Цель «Синих» — силами 17-го стрелкового корпуса, приданных ему танковых батальонов и артиллерии РГК прорвать укреплённую оборонительную полосу «красных» и, введя в «бой» 2-й кавалерийский корпус, развить успех наступления. Для деморализации тыла «красных» планировалось использование крупных парашютного и посадочного десантов. Десантам ставилась задача задержать переброску резервов «противника».
3-я армия «красных». Командующий войсками С. А. Туровский (заместитель командующего войсками Харьковского военного округа).
Состав армии:
- 8-й стрелковый корпус (44-я, 100-я сд, специальные части, 8-й корпусной авиаотряд):

Командир 8-го ск М. А. Антонюк.
Состав корпуса:
- - 44-я сд. Командир дивизии Д. Т. Козлов
  - 100-я сд. Командир дивизии В. А. Юшкевич
- 45-й механизированный корпус (133-я, 134-я мбр, 135-я спбр, специальные части):

Командир 45-го мк А. Н. Борисенко.
Состав корпуса:
- - 133-я механизированная бригада. Командир бригады Я. К. Евдокимов.
  - 134-я механизированная бригада. Командир бригады С. И. Богданов.
  - 135-я стрелково-пулемётная бригада. Командир бригады Г. С. Карев.
  - специальные части
- 9-я кавалерийская дивизия 1-го кавалерийского корпуса
- специальные части
- авиационные части

Цель «Красных» — изучив данные разведки и предвидя нападение «синих», на направлении главного удара противника поставить 8-й стрелковый корпус. Для окружения и ликвидации прорвавшихся групп «противника» предусматривалось использование конно-механизированной группы: 45-го механизированного корпуса совместно с 9-й кавалерийской дивизией. Для ликвидации авиадесантных групп создавался подвижный отряд из стрелковых, кавалерийских и танковых подразделений, в котором созданы истребительные отряды.
12 сентября. 1-й этап.
В 12.00 учения начались. Войска выходили в исходные районы. Одновременно шла подготовка наступления 5-й армии «синих».
В ночь на 13 сентября стороны начали разведывательную деятельность. Разведывательные роты и батальоны стрелковых корпусов 5-й армии двинулись к переднему краю обороны «красных».
13 сентября
В течение ночи разведчики выясняли места расположения частей противника.
Утром 5-я армия «синих» силами 17 ск, приданных ему танковых батальонов и артиллерии РГК, перешла в наступление, сосредоточивая основные усилия на прорыв фронта в районе г. Житомира и наносила удар в направлении г. Киева. Наступающие войска активно поддерживала авиация.
«Синие» силами их пехотных и танковых частей, сопровождаемые огневым валом, прорвали оборону «красных». Завязался «бой» в глубине обороны «красных».
Для развития своего успеха командующий войсками 5-й армии «синих» И. Н. Дубовой ввёл в прорыв конно-механизированную группу в составе трёх кавалерийских дивизий 2 кк, танковой бригады, трёх механизированных полков.
На направление главного удара противника выдвигался 8 ск «красных». По противнику наносила удары авиация.
Командующий войсками 3-й армии «красных» С. А. Туровский определил направление главного удара «синих», принял решение ввести в бой резервы, начал быстро сосредоточивать сильную группировку подвижных войск на левый фланг 3-й армии с целью флангового удара по группировке противника, наносящей удар, и принял все меры, чтобы задержать продвижение «синих» на г. Киев. В группу войск входили 8 ск, 45 мк, 9 кд.
13 сентября был выполнен план учений: наступательные бои 3-й армии «красных» на левом крыле, 5-й армии «синих» — в центре, оборона для «красных» — в районе г. Житомира, для «синих» — южнее г. Бердичева. Прорабатывались вопросы артиллерийской подготовки, наступления пехоты — атака с танками непосредственной поддержки пехоты, ввод в бой группы танков дальнего действия и их обеспечение, ввод в прорыв конно-механизированной группы (2-го кавалерийского корпуса, усиленного танковыми подразделениями), массированный удар авиации «красных» по подвижной группе «синих», прорыв конно-механизированной группой «синих» поспешно занятой обороны «красных» в глубине, подготовка контрнаступления «красных» на 14 сентября.
14 сентября. 2-й этап.
Командующий войсками 3-й армии «красных», предвидя нападение «синих» в наиболее уязвимом месте, противопоставил им 8 ск. Для окружения и ликвидации прорвавшихся групп «противника» командующий планирует ввести в действие 45 мк совместно с 9 кд.
45 мк «красных», усиленный стрелковыми войсками, с утра 14 сентября перешёл в контрнаступление.
Командующий войсками 5-й армии «синих» продолжал наступление на г. Киев силами 17 ск и одновременно выбросил в тыл «красных» восточнее г. Киева воздушный десант.
«Красные» уничтожения авиадесанта противника выдвинули из района г. Киева подвижный отряд: 135-я стрелково-пулемётная бригада 45-го мехкорпуса, 2-й механизированный полк, 49-й кавалерийский полк. Подвижный отряд имел истребительные отряды, состоявшие из стрелковых и танковых подразделений. Отряды действовали на автомашинах и быстроходных лёгких танках БТ.
45 мк «красных» вышел главными силами в тыл «синих».
14 сентября был выполнен план учений: бой авиадесантной дивизии с истребительной авиацией, высадка этой дивизии и наступление её на г. Киев, выдвижение по тревоге подвижного отряда для ликвидации авиадесанта, бой авиадесантной дивизии с подвижным отрядом, показ на авиационном полигоне реального бомбового удара и штурмовых действий авиации по боевым порядкам, обозначенным мишенями.
15 сентября
Командующий войсками 5-й армии «синих» продолжал наступление на г. Киев силами 17 ск с форсированием реки Ирпень.
45 мк «красных» форсировал р. Ирпень и нанёс удар во фланг и тыл 5-й армии «синих».
«Красные» полностью окружили прорвавшую оборону 5-ю армию «синих».
К исходу 15 сентября учения закончились, войскам был дан отбой.
В ходе учений большую физическую нагрузку выдержали красноармейцы всех родов войск. Стрелковые полки с учебными «боями» совершали переходы по 30—40 км в сутки. Танковые части прошли в общей сложности до 650 км.
15 сентября был выполнен план учений: наступление 17 ск «синих» на г. Киев через р. Ирпень. Наступление «красных», форсирование 45 мк р. Ирпень и удар во фланг и тыл основной группировке «синих». Мероприятия «синих», в частности 17-го с против охвата и окружения их 45 мк. Бой 45 мк в глубине боевых порядков армии противника.
16 сентября
16 сентября состоялся разбор учений.
Стахановское движение развернувшееся по всей стране охватило и личный состав Красной Армии. Комсомольцы-стахановцы, лучшие механики-водители 134 мбр А. Ф. Безматный, Н. М. Богданов, Е. П. Новиков, И. А. Симоненко, Г. В. Шевченко, В. Я. Щербак обратились ко всем рабочим танковых заводов по-ударному работать на военных заводах, к воинам округа — отлично овладевать техникой, добиваться высоких показателей в боевой и политической подготовке.

### 1936 год
1 января мехкорпус имел на вооружении:
- средних танков Т-28 — 13 шт.,
- быстроходных лёгких танков БТ-2 — 51 шт., БТ-5 — 152 шт., БТ-7 линейных — 75 шт., БТ-7 радийных — 60 шт.,
- лёгких танков Т-26 линейных — 102 шт., ХТ-26 химических (огнемётных) — 31 шт., Т-26 радийных (имеющих рацию) — 25 шт.,
- малых плавающих танков (танкеток) Т-37А линейных — 42 шт., Т-37А радийных — 21 шт.,
- танкеток Т-27 — 12 шт., танкеток Т-27 химических — 3 шт.,
  - всего танков — 588 шт.;
- бронеавтомобилей БА-27 — 9 шт., ФАИ — 62 шт., БА-И и БА-3 — 11 шт., Д-8 и Д-12 — 3 шт.,
  - всего бронеавтомобилей — 85 шт.

В 1936 году по призыву Политуправления округа в стахановское движение включаются соединения и части округа. Звание стахановца присваивалось подразделениям, частям и соединениям, которые отлично изучили боевую технику, берегли военное имущество, экономили горючие и смазочные материалы. Среди первых стахановских соединений достигших больших результатов была и 134 мбр.
За большие успехи, достигнутые в освоении боевой техники, Совет Народных Комиссаров СССР наградил орденом Ленина младшего техника 134 мбр П. Я. Мартыненко, орденом Красной Звезды — командира 133 мбр Я. К. Евдокимова.
В 1936 мотомеханизированные войска были переименованы в автобронетанковые.

### 1937 год
1 января корпус имел на вооружении:
- 496 танков, в том числе:
  - БТ-7 лёгких быстроходных танков, линейных, то есть вооружённых 45-мм противотанковой пушкой, — 80 шт.,
  - БТ-7 лёгких быстроходных танков, радийных, то есть с радиостанцией и основным вооружением 45-мм противотанковой пушкой — 64 шт.,
  - БТ-5 лёгких быстроходных танков, линейных — 147 шт.,
  - БТ-5 лёгких быстроходных танков, радийных — 21 шт.,
  - БТ-2 лёгких быстроходных танков, линейных — 26 шт.,
  - Т-37А малых плавающих танков, линейных — 49 шт.,
  - Т-37А малых плавающих танков, радийных — 21 шт.,
  - Т-38 малых плавающих танков, линейных — 1 шт.,
  - химических машин БХМ-1 — 4 шт.,
  - химических танков БХМ-3 (на базе Т-26 — ХТ-26) — 31 шт.,
  - химических танков БХМ-4 (на базе Т-37А) — 3 шт.,
- танкеток Т-27 — 3 шт.,
- 89 бронеавтомобилей, в том числе:
  - БА-27 линейных — 21 шт.,
  - ФАИ линейных — 56 шт.,
  - Д-8 линейных — 1 шт.,
  - БА-И линейных — 11 шт.,
- автомобилей:
  - грузовых — 347 шт. (см. ГАЗ-АА и ГАЗ-ММ),
  - легковых и пикапов — 57 шт. (см. ГАЗ-А и ГАЗ-М-1),
  - автоцистерн — 98 шт.,
- тракторов — 59 шт.,
- мотоциклов — 66 шт.,
- специальных машин — 250 шт., в том числе САУ-2, Т-26Т тягач — 8 шт.[1]

10 мая должности заместителей командиров по политической части упразднены, а введены должности военных комиссаров.

### 1938 год
15 марта 1938 Штаб КВО издал директиву о передислокации мехкорпуса в г. Бердичев.
16 марта начал передислокацию.
16-30 марта корпус передислоцирован в г. Бердичев Житомирской области Украинской ССР.
В 1938 г. в Красной Армии всем воинским частям были присвоены номера войсковых частей (номер В/Ч).
5 апреля 1938 г. Генштаб РККА издал директиву № М1/00666 о переименовании 45-го механизированного корпуса в 25-й танковый корпус.